# Hanka Sawicka
Hanna Sawicka, właściwie Hanna Krystyna Szapiro, ps. Hanka (ur. 19 grudnia 1917 w Krakowie, zm. 18 marca 1943 w Warszawie) – polska działaczka komunistyczna pochodzenia żydowskiego, w propagandzie PRL przedstawiana jako pierwsza przewodnicząca Związku Walki Młodych (młodzieżówki Polskiej Partii Robotniczej, która w rzeczywistości powstała dopiero po jej śmierci).

## Życiorys

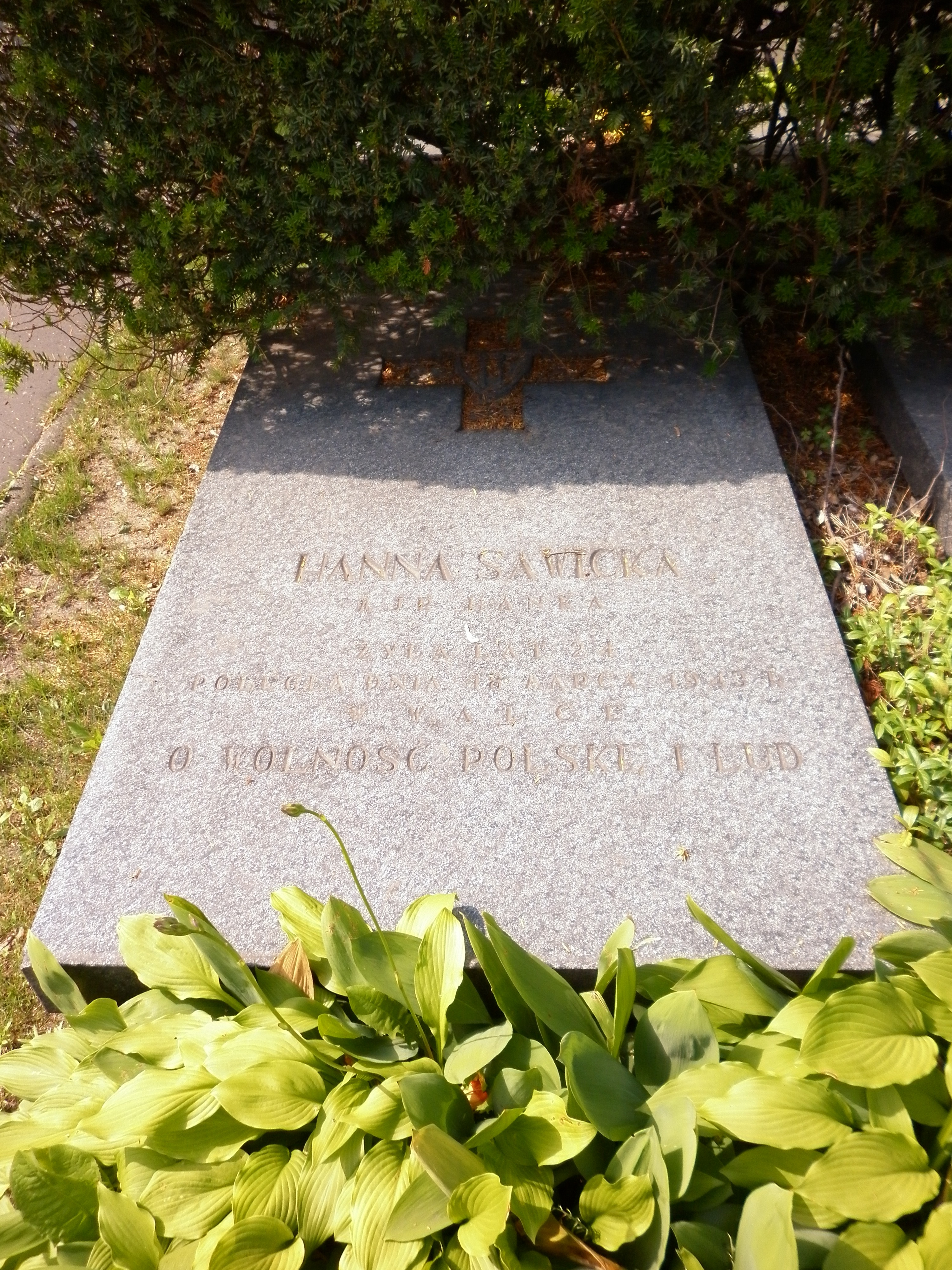
Grób Hanki Sawickiej na Cmentarzu Wojskowym na Powązkach

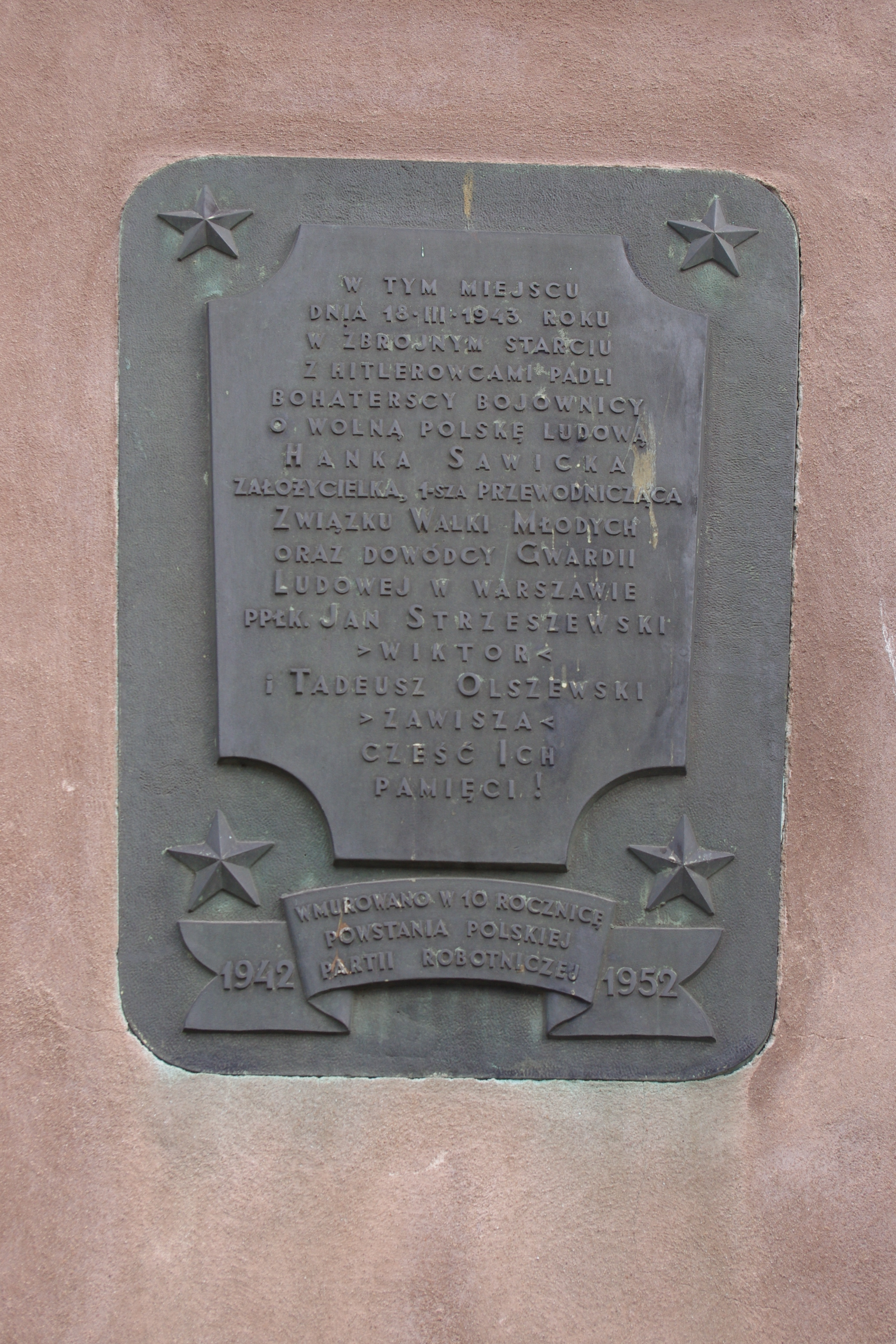
Tablica upamiętniająca śmierć Hanki Sawickiej, Jana Strzeszewskiego i Tadeusza Olszewskiego na kamienicy przy ul. Mostowej 2 w Warszawie

Jej rodzicami byli Maria i Bernard Szapiro.  Ojciec był członkiem PPS-Lewicy. Hanna Sawicka była kuzynką Stefana Kisielewskiego (jego matka Salomea z d. Szapiro była siostrą Bernarda). W 1931 r. rodzina przeprowadziła się do Warszawy. Tam zdała maturę i wstąpiła na Wydział Prawa Uniwersytetu Warszawskiego. W 1935 r. została aktywistką Organizacji Młodzieży Socjalistycznej „Życie”, pozostającej wówczas pod silnymi wpływami nielegalnego Komunistycznego Związku Młodzieży Polski i Komunistycznej Partii Polski. W 1936 roku zmarła jej matka. Rok później rozpoczęła naukę w Studium Pracy Społeczno-Oświatowej przy Wolnej Wszechnicy Polskiej, jednocześnie kontynuowała studia prawnicze. Od pierwszych dni okupacji Sawicka organizowała pomoc dla więźniów politycznych. Wraz z rówieśnikami wydała w okupowanej stolicy pierwsze podziemne pismo „Wolność”.

### Konspiracja
W ramach konspiracji komunistycznej Hanna Szapiro była najpierw związana z organizacją młodzieżową „Spartakus” (założoną przed wojną organizacją radykalnych socjalistów, od 1938 roku przejmowaną przez komunistów). Latem 1940 roku, po rozwiązaniu „Spartakusa” na tle podziałów ideowych i rozbieżności w kwestii stosunku do problemu walki z Niemcami w okresie współpracy Stalina z Hitlerem, przeszła ostatecznie wraz z częścią działaczy „Spartakusa” do innego środowiska komunistycznej konspiracji – tzw. grupy akademickiej. Po ataku Niemców na ZSRR wszystkie środowiska komunistyczne, chcąc aktywnie wspomóc ZSRR, wezwały do natychmiastowej walki przeciw Niemcom. Szapiro współtworzyła wówczas redakcję komunistycznego „Biuletynu Radiowego”, od 24 czerwca 1941 roku drukującego komunikaty stalinowskiej propagandy, pochodzące z nasłuchu radia moskiewskiego. Od tego czasu środowisko to nazywane było „Biuletynowcami”. Szapiro kierowała kolportażem „Biuletynu Radiowego”.
Bardzo trudny okres dla rodziny Szapirów, którzy byli Żydami, nastał jesienią 1941 roku. Ojciec i Hanka musieli zmienić mieszkanie, bo groził im pobyt w getcie. Przez krótki okres ojciec Hanny Szapiro mieszkał pod Warszawą u przyjaciół, a ona jako Hanka Sawicka korzystała z gościnności znajomych. Prowadziła pracę wydawniczą i kolportażową, niosła pomoc ludziom z getta, była inicjatorką utworzenia „Komitetu Pomocy Ofiarom Faszyzmu”.
Podobnie jak inni członkowie Związku Walki Wyzwoleńczej, do którego należała, w styczniu 1942 roku formalnie znalazła się w Polskiej Partii Robotniczej (PPR), tworzonej przez przysłaną z Moskwy drogą lotniczą Grupę Inicjatywną. Od jesieni 1942 roku była członkinią i kierowniczką „techniki” Komitetu Warszawskiego PPR.
W lutym 1943 roku została redaktorką nowego konspiracyjnego pisma komunistycznego „Walka Młodych”, co później wylansowano jako tożsame z funkcją przewodniczącej w rzeczywistości jeszcze nieistniejącego Związku Walki Młodych (ZWM). Powstanie Związku Walki Młodych PPR ogłosiła w lipcu 1943 roku. W latach okupacji niemieckiej ZWM był przede wszystkim formułą propagandową – w gruncie rzeczy nieformalną i nieliczną grupką redagującą od lutego 1943 roku pismo konspiracyjne „Walka Młodych”, skupiającą ludzi jedynie z Warszawy i okolic. Jego zespół redakcyjny tworzyli Hanka Sawicka, Janek Krasicki, Aleksander Kowalski, Zofia Jaroszewicz, Zofia Jaworska, Helena Kozłowska.
W pierwszym numerze „Walki Młodych” ukazał się artykuł programowy ZWM Dlaczego i o co walczymy, w którym Szapiro pisała: „Walczymy o Polskę, w której gospodarzem będzie robotnik, chłop i inteligent pracujący”.
Za członków ZWM awansem uznawano część młodszych wiekiem członków bojówek i oddziałów PPR – Gwardii Ludowej i Armii Ludowej. Dopiero po zajęciu Polski przez Armię Czerwoną tworzono rzeczywiste struktury ZWM jako organizacji młodzieżowej skupiającej większą ilość członków, wówczas też ex-post wielu działaczy uznawało się także za członków ZWM już od 1943 roku. 6 marca 1943 roku ukazał się drugi numer „Walki Młodych”. Otwierał go znów artykuł Hanny Szapiro, „Wiedza orężem walki”. Pisała: „walka, jaką prowadzimy obecnie i jaka nas czeka w najbliższej przyszłości, wymaga bojowników o twardych, nieugiętych charakterach, gorących sercach, otwartych umysłach”.

### Śmierć
18 marca 1943 roku przy ul. Mostowej na Nowym Mieście miało odbyć się spotkanie Hanki Sawickiej z dowódcą warszawskiego oddziału Gwardii Ludowej Janem Strzeszewskim ps. „Wiktor” i dowódcą oddziału zbrojnego ZWM Tadeuszem Olszewskim ps. „Zawisza”. Uczestnicy wpadli w zasadzkę Gestapo. Podczas strzelaniny zginął Tadeusz Olszewski, a Jan Strzeszewski i Hanna Szapiro zostali ranni i schwytani przez Gestapo. Hanna Szapiro została przewieziona na oddział kobiecy Pawiaka (Serbię), gdzie zmarła w nocy z 18 na 19 marca. Obecnie pochowana na cmentarzu Powązki Wojskowe w Warszawie (kwatera C6-1-1).

## PRL
W PRL Hanna Szapiro (Sawicka) była uważana za „pierwszą przewodniczącą ZWM”. Opisując jej działalność w konspiracji, pomijano stalinowską ideologię komunistycznego podziemia. Uczyniono z niej jedną z propagandowych ikon komunistycznego ruchu młodzieżowego.
W czasach PRL jej imieniem nazywano ulice i szkoły. Ulice w Białej Podlaskiej (obecnie ul. Łomaska), Białogardzie (obecnie Najświętszej Marii Panny), Bielsku-Białej (obecnie ul. Towarzystwa Szkoły Ludowej), Biłgoraju (obecnie ul. Wira-Bartoszewskiego), Bielsku Podlaskim (obecnie ul. Błękitna), Biskupcu Reszelskim i Biskupcu Pomorskim, Bukownie, Bydgoszczy (obecnie ul. Mazowiecka), Bytomiu (obecnie ul. gen. Niedźwiadka-Okulickiego), Darłowie, Dusznikach-Zdroju (obecnie Orlicka), Dzierżoniowie (obecnie Józefa Piłsudskiego), Dźwirzynie, Gdańsku (obecnie Uphagena), Gliwicach, Grybowie (obecnie ul. Armii Krajowej), Janowcu Wielkopolskim (obecnie Brzozowa), Jastrzębiu-Zdroju, Jaśle (obecnie Jana Pawła II), Jaworznie, Kaliszu (obecnie Prymasa Stefana Wyszyńskiego), Kępnie, Kielcach (obecnie ul. Piłsudskiego), Kluczborku (obecnie Jagiellońska), Koszalinie, Kościanie (obecnie ul. Anny Grątkowskiej), Kutnie (obecnie Wilcza), Lubartowie (obecnie ul. Ligaja), Lublinie (obecnie ul. Świętoduska), Łęknicy (obecnie ul. Nad Nysą), Łobzie (obecnie ul. Łoźnicka), Maszewie, Olsztynie (we wrześniu 2017 zmieniona na ul. Wrocławską), Oławie (obecnie Lipowa), Pabianicach (obecnie Jana Matejki), Piotrkowie Trybunalskim (obecnie Leonarda), Polkowicach, Prudniku (obecnie Józefa Dwernickiego), Przasnyszu (obecnie ul. Józefa Piłsudskiego), Radomsku (obecnie ulica Kopiec), Rumi (obecnie ul. Kombatantów), Rykach, Rypinie (obecnie Bohaterów Czerwca 1956 r.), Rzepinie, Rzeszowie (obecnie ul. św. Mikołaja), Siemianowicach Śląskich, Słupsku (obecnie Gen. Andersa), Sochaczewie (obecnie ul. Prezydenta Ryszarda Kaczorowskiego), Solcu Kujawskim (obecnie ul. Mickiewicza), Sopocie (obecnie ul. Dębowa), Starachowicach, Staszowie, Świdnicy (obecnie Wałbrzyska), Świdwinie (obecnie ul Batalionów Chłopskich), Świętochłowicach, Tarnobrzegu (obecnie ul. Dominikańska), Tarnowie (obecnie św. Anny), Tomaszowie Mazowieckim (obecnie Konstytucji 3 Maja), Toruniu (obecnie Łąkowa), Wałbrzychu, Warszawie (Ursus, dziś Kazimierza Pużaka oraz Wesoła, obecnie Zofii Kossak-Szczuckiej), Wejherowie (obecnie ul. Borowiacka), Witaszycach, Włocławku (obecnie ul. Włodzimierza Gniazdowskiego), Włodawie, Zawierciu, Żychlinie (obecnie inż. Zygmunta Okoniewskiego), Żyrardowie (obecnie Grota Roweckiego) nazwane były imieniem Hanki Sawickiej. 
Od 1951 do 2017 roku imię Hanki Sawickiej nosiła ulica na łódzkiej Sikawie.
W latach 1965–1993 imię Sawickiej nosiło Liceum ogólnokształcące w Dęblinie. Do 1989 imię Hanki Sawickiej nosił również Dom Studencki Uniwersytetu im. Adama Mickiewicza w Poznaniu, dziś funkcjonuje nazwa skrócona „Hanka”. Do 1996 jej imię nosiła Szkoła Podstawowa nr 18 w Tarnowie (później Jana Kochanowskiego). Do 28 kwietnia 1993 imię Hanki Sawickiej nosiła Szkoła Podstawowa nr 26 w Gdyni (później Żołnierzy Armii Krajowej). Do 2014 imię Hanki Sawickiej nosiło IV Liceum Ogólnokształcące w Kielcach. Do 1993 jej imię nosiła Szkoła Podstawowa nr 6 w Toruniu oraz Szkoła Podstawowa nr 2 w Międzychodzie. W latach 1961–1996 jej imię nosiło II Liceum Ogólnokształcące w Rybniku, obecnie szkoła jest imienia Andrzeja Frycza Modrzewskiego. W okresie PRL Hanka Sawicka była także patronem schroniska turystycznego w Zwardoniu.
Również Szkoła Podstawowa nr.122 w Warszawie przy ulicy Niskiej na Muranowie nosiła imię Hanki Sawickiej.

## Odznaczenia
Uchwałą Krajowej Rady Narodowej z 29 maja 1946 została pośmiertnie odznaczona Orderem Krzyża Grunwaldu II klasy.